# George Leake

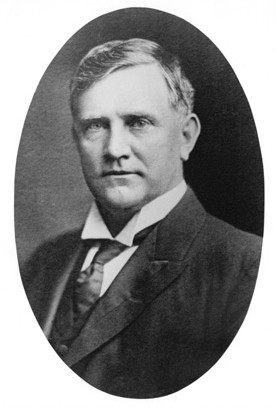
George Leake

George Leake (* 3. Dezember 1856 in Perth in der britischen Kolonie Western Australia; † 24. Juni 1902 in Perth) war von Beruf Rechtsanwalt und Premierminister in Western Australia vom 27. Mai 1901 bis zum 21. November 1901 und erneut vom 23. Dezember 1901 bis zu seinem Tod am 24. Juni 1902.

## Frühe Jahre
Leake ging in der Church of England Collegiate School (heute Hale School) und im St. Peter College in Adelaide zur Schule. Er studierte Recht und im Jahre 1880 wurde er am westaustralischen Gericht zugelassen und wurde Partner in der Rechtsanwaltsfirma seines Vaters. Im darauffolgenden Jahr heiratete er Lousa Emily Burt. 1883 wurde er zum Rechtsanwalt und zum Staatsanwalt ernannt. Leake war auch sehr an der Goldgewinnung interessiert und Mitglied des Syndikats, das Harry Anstey im Jahre 1887 erfolgreich aussandte, um Gold in der Yilgarn-Region zu finden.

## Karriere
Im September 1886 wurde er zum Generalstaatsanwalt von Western Australia ernannt und zum Legislativrat des westaustralischen Councils nominiert, auf dieser Position verblieb er bis zu Dezember. Am 28. November 1890 wurde Leake ohne Gegenstimme ins Western Australian Legislative Assembly im Wahlbezirk Roebourne gewählt. Ihm wurde eine Position im Ministerium von John Forrest angeboten, er lehnte aber ab.
Am 23. Juni 1894 wurde Leake ins Legislative Assembly von Albany gewählt und im folgenden Jahre zum Oppositionsführer in Western Australia. Er war ein enthusiastischer Befürworter einer Föderation Australiens, dessen Präsident er war. Im Jahre 1897 wählte man ihn in die westaustralische Delegation zur Federal Convention und er nahm an Treffen in Adelaide, Sydney und Melbourne teil. Er wurde ein Queen’s Counsel im Jahre 1898.
Am 2. August 1900 reiste er aus geschäftlichen Gründen nach Europa. Nach seiner Rückkehr wurde er im Wahlbezirk von West Perth am 24. April 1901 gewählt. Keiner Partei gelang es die Wahl klar für sich zu entscheiden und der Premierminister George Throssell dankte ab, bevor das Parlament zusammentrat. Der Führer der Opposition Frederick Illingworth wurde beauftragt eine Regierung zu bilden, konnte dies aber nicht, weil ihm Leake seine Gefolgschaft verweigerte. Eventuell war vereinbart, dass Leake Premierminister wird und Illingworth Schatzmeister und Kolonialsekretär. Leake wurde Premierminister und Generalstaatsanwalt am 27. Mai.
Die Regierung von Leake hatte nicht die Unterstützung der Mehrheit des Parlaments, er konnte jedoch fünf Monate regieren, bis er im November unterlag. Nach ihm formte Alf Morgans die Regierung, aber die Unterstützer von Leake waren gegen das Kabinett von Morgan, sodass drei der sechs Minister aufgaben. Morgan resignierte. Leake wurde erneut Premierminister und Generalstaatsanwalt am 23. Dezember 1901 und hatte letztendlich klare politische Verhältnisse geschaffen.
Im Juni 1902 erkrankte Leake an Lungenentzündung und starb am 24. Juni 1902. Zwei Tage später wurde in der Times veröffentlicht, dass ihn König Edward VII. posthum zum Compagnion des Order of St. Michael and St. George (CMG), ernannt hat.